# Karl Koppmann
Karl Koppmann, född 24 mars 1839 i Hamburg, död 25 mars 1905 i Rostock, var en  tysk arkivarie och urkundsutgivare.
Koppmann blev 1866 filosofie doktor i historia vid Göttingens universitet på avhandlingen Die ältesten Urkunden des Erzbisthums Hamburg-Bremen och var därefter verksam vid stadsarkivet i Hamburg. År 1884 blev han förste stadsarkivarie vid rådsarkivet i Rostock. Han utgav bland annat Hanserecesse (omfattande tiden 1251–1430; åtta band, 1870–97) och Die Chroniken der niedersachsischen Städte (sju band, 1884–1902).